# Tapmukjaure (Gällivare socken, Lappland, 747117-169749)
Tapmukjaure är en sjö i Gällivare kommun i Lappland och ingår i Kalixälvens huvudavrinningsområde. Sjön har en area på 0,0883 kvadratkilometer och ligger 461,1 meter över havet.

## Delavrinningsområde
Tapmukjaure ingår i det delavrinningsområde (747092-169738) som SMHI kallar för Mynnar i 747340-169891. Medelhöjden är 494 meter över havet och ytan är 2,59 kvadratkilometer. Det finns inga avrinningsområden uppströms utan avrinningsområdet är högsta punkten. Vattendraget som avvattnar avrinningsområdet har biflödesordning 4, vilket innebär att vattnet flödar genom totalt 4 vattendrag innan det når havet efter 255 kilometer. Avrinningsområdet består mestadels av skog (91 procent). Avrinningsområdet har 0,09 kvadratkilometer vattenytor vilket ger det en sjöprocent på 3,4 procent.